# Воробйов Роман Олександрович
Роман Олександрович Воробйов (рос. Роман Александрович Воробьёв; 17 вересня 1996, Донецьк  — 5 червня 2023, Водяне, Україна) — російський офіцер, капітан ЗС РФ. Герой Російської Федерації.

## Біографія
Учасник анексії Криму. Влітку 2014 року приїхав до своєї бабусі в Слов’янськ, проте незабаром виїхав з міста, не бажаючи бути мобілізованим в ЗСУ. У вересні 2014 року вступив в батальйон «Сомалі», через півроку був призначений командиром взводу. Учасник боїв за Слов'янськ, Донецький аеропорт, Авдіївку, Верхньоторецьке, Зайцеве, Комінтернове та інші населені пункти Донецької області.
Після початку повномасштабного вторгнення Росії в Україну вступив в ЗС РФ і був призначений командиром 1-ї штурмової роти свого батальйону. Учасник битви за Маріуполь. Загинув у бою. 9 червня 2023 року Денис Пушилін офіційно повідомив про смерть Воробйова, а того ж дня він був похований в Донецьку.

## Нагороди
- Георгіївський хрест «ДНР» 4-го, 3-го і 2-го ступеня[3][4]
  - 2-го ступеня (3 квітня 2022)[5] — під час вручення хреста Воробйов носив нашивки з популярними серед неонацистів символами «тотенкопф» та «валкнут»[6][7][8]. Після розголосу в міжнародній пресі з ролика вирізали кадри з військовослужбовцем із нацистською нашивкою на рукаві, однак у мережі залишилася доступна повна версія ролика[4][9].
- Звання «Герой Донецької Народної Республіки» (8 травня 2022) — «за заслуги перед Республікою та її народом, пов'язані зі скоєнням геройського подвигу, мужність і відвагу, виявлені у боях із захисту країни.»[3]
- Інші нагороди «ДНР»
- Орден Мужності[10]
- Звання «Герой Російської Федерації» (9 червня 2023, посмертно) — «за мужність і героїзм, проявлені під час виконання військового обов'язку.»[10] На похороні Воробйова указ про нагородження зачитав перший заступник керівника Адміністрації Президента Російської Федерації Сергій Кирієнко[11][12].